# Daniel Vidal González
Daniel Vidal González (Tarragona, 14 de juny de 1992), més conegut com a Dani Vidal, és un entrenador de futbol català que dirigeix el Club Gimnàstic de Tarragona de la Primera Federació.

## Trajectòria
Es va formar com a jugador a les categories inferiors del Gimnàstic de Tarragona, on va romandre per 8 temporades jugant de porter als equips filials fins que finalment va deixar de dedicar-se al futbol com a jugador.
L'any 2013, amb només 20 anys, va començar a dirigir els equips de futbol base del Gimnàstic de Tarragona fent-se càrrec de les categories Infantil B, Cadet B, Cadet A, Juvenil B i Juvenil A, mantenint aquest últim juvenil a la Divisió d'honor.
El 15 de desembre de 2020 va firmar amb el CF La Pobla de Mafumet (equip filial del Gimnàstic) a la Tercera divisió per una temporada després de la destitució d'Albert Company com a entrenador. Es va estrenar contra el FC Vilafranca a la quarta jornada del campionat en un partit que va empatar amb un marcador de 2-2. Va aconseguir 26 punts en 20 jornades, quedant-se a 2 punts de la següent ronda per pujar de categoria.
A juliol de 2021, el van assignar com a segon entrenador del primer equip del Gimnàstic de Tarragona a la Primera Federació, treballant sota les ordres de Raül Agné. Van quedar quarts a la competició amb 61 punts, classificant a play-off d'ascens però van perdre la final contra el filial del Vila-real CF amb un marcador final de 2-0.
A mitjans de la següent temporada, el 17 de gener, la directiva del Gimnàstic va fer fora Raül Agné i el va canviar per Iñaki Alonso, tècnic que acumulava dos ascensos a Segona Divisió amb un gran potencial segons l'ara expresident Josep Maria Andreu i Prats. Un mes després el van fer fora i el 26 de febrer de 2023 van donar el seu càrrec a Dani Vidal.
La temporada següent, la 2023-2024, el va portar a play-off després de realitzar fitxatjes claus com el de Nacho González, David Concha, Albert Varo, Borja Martínez, Pablo Trigueros i la cessió d'Alan Godoy. La final amb polèmica pel mig del play-off la va perdre contra el Málaga CF amb un marcador final de 2-2 (3-4 global).
El 9 de juny de 2023 va renovar el seu contracte fins a l'any 2025.